# Mar de Åland
El mar de Åland (en finés: Ahvenanmeri; en sueco: Ålands hav) es un mar intracontinental del mar Báltico, concretamente del golfo de Botnia. Se sitúa entre el archipiélago de Åland al este, y la costa occidental de Suecia, al oeste, y el mar de Botnia al norte. Su profundidad varía: de 200 a 300 metros en el norte, algo menos en el sur y de 70 a 80 metros entre ambos.
- Datos: Q271043
- Multimedia: Sea of Åland / Q271043